# Microcyclops pumilis
Microcyclops pumilis är en kräftdjursart som beskrevs av Pennak och Ward 1985. Microcyclops pumilis ingår i släktet Microcyclops och familjen Cyclopidae. Inga underarter finns listade i Catalogue of Life.